# 추상 위키백과
추상 위키백과(Abstract Wikipedia)는 위키함수를 사용하여 구조화된 데이터를 사용하여 언어 독립적인 위키백과 버전을 만드는 것을 목표로 하는 위키미디어 재단의 개발 중인 프로젝트이다.
전체 프로젝트는 2020년 4월 구글 작업 문서에서 위키데이터의 공동 설립자인 데니 브란데치치(Denny Vrandečić)에 의해 고안되었으며, 2020년 5월에 공식적으로 제안(Wikilambda)되었으며 2020년 7월에 위키미디어 재단 이사회에서 추상 위키백과(Abstract Wikipedia)라는 이름으로 승인되었다. 2021년 브란데치치는 컴퓨터 과학 저널 Communications of the ACM에 시스템 개요를 발표했다.